# Liste des sénateurs des États-Unis pour l'Arizona
Cet article dresse la liste des membres du Sénat des États-Unis élus de l'État de l'Arizona depuis son admission dans l'Union le 14 février 1912.

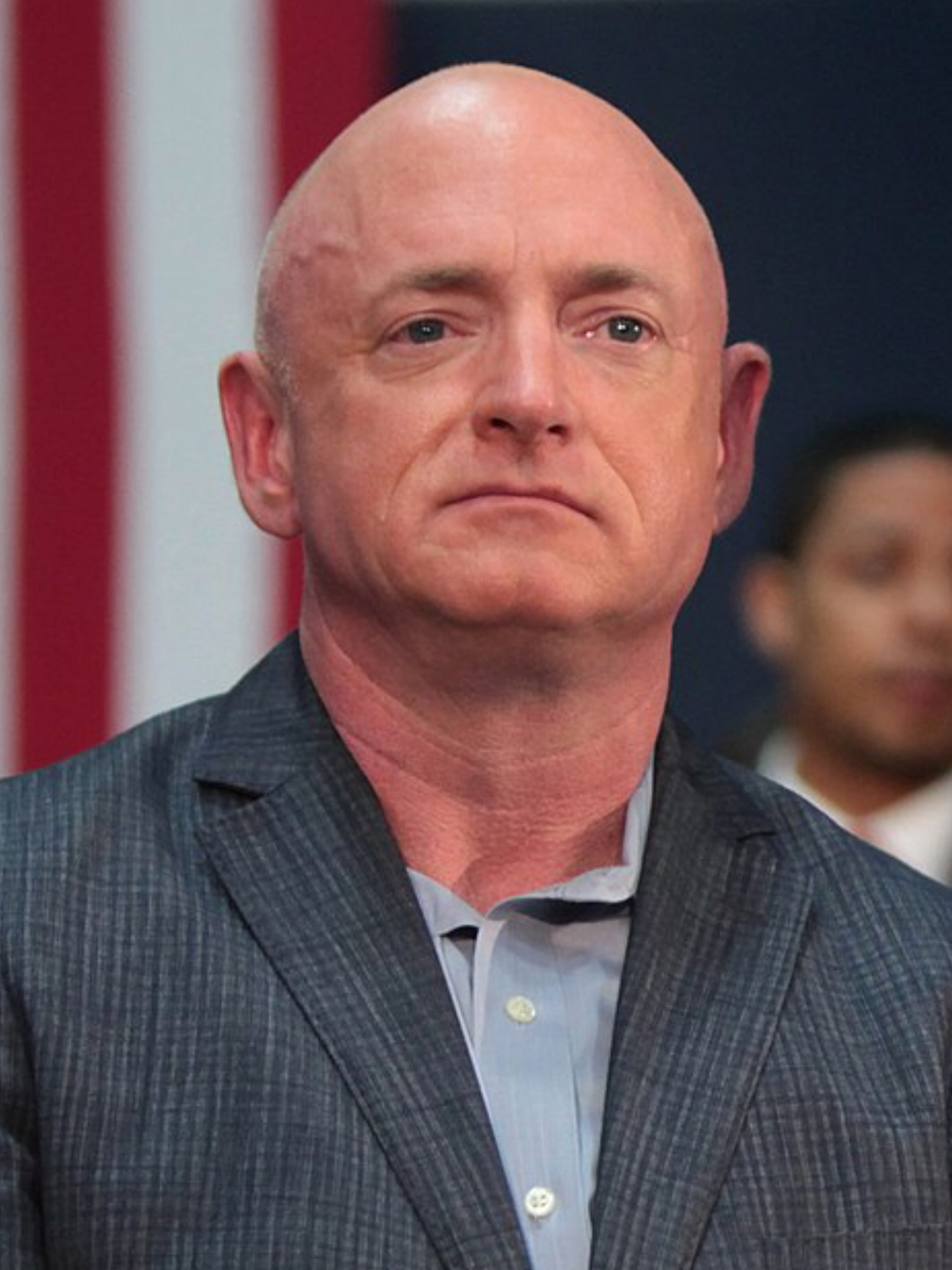
Mark Kelly (D), sénateur depuis 2020.
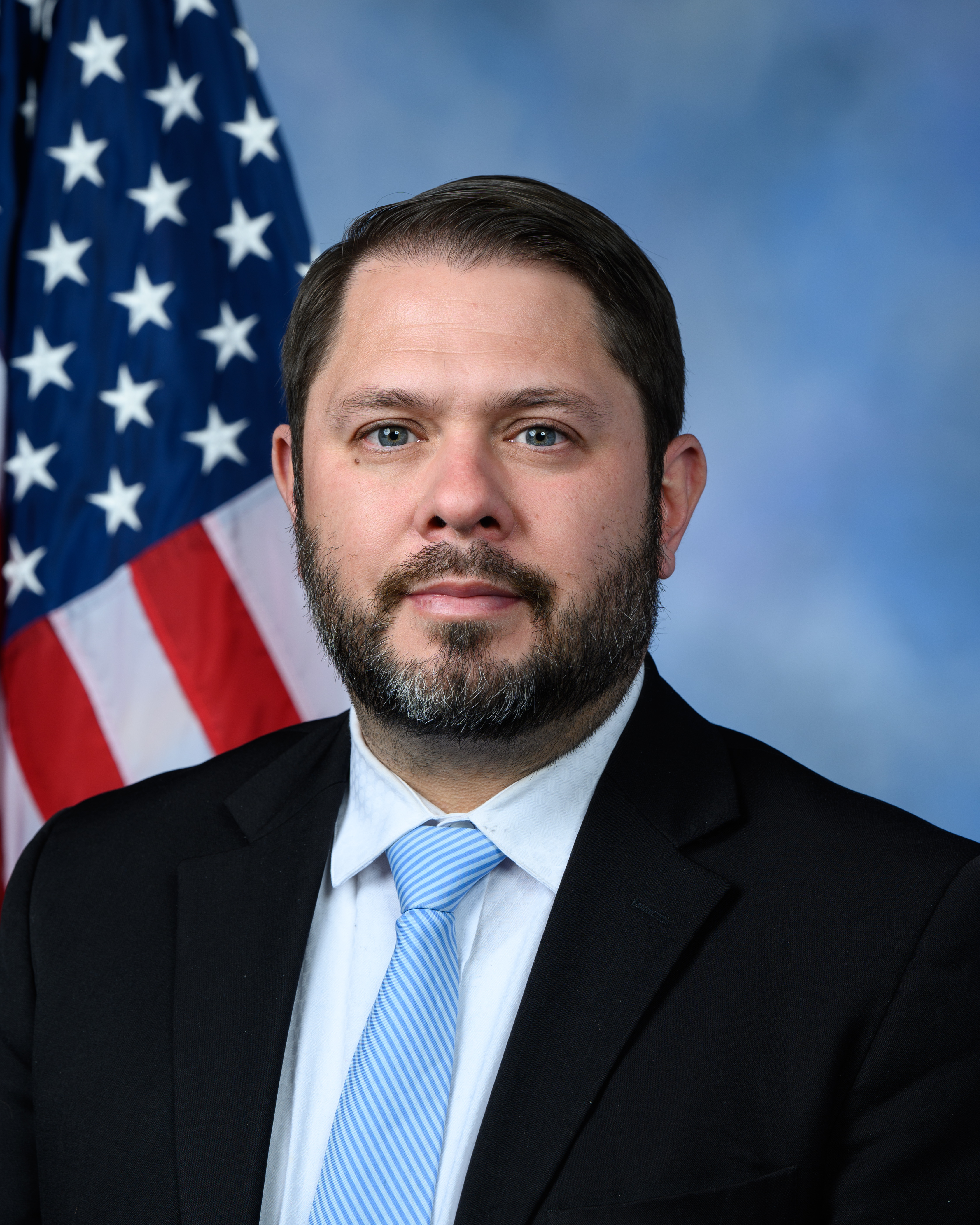
Ruben Gallego (D), sénateur depuis 2025.

## Élections
Les deux sénateurs sont élus au suffrage universel direct pour un mandat de six ans. Les prochaines élections auront lieu le 7 novembre 2030 pour le siège de la classe III et le 5 novembre 2028 pour le siège de la classe I.

## Liste des sénateurs
| Classe I | Classe I | Classe I              | Classe I | Classe I                                                  | Classe I                                             | Classe I                                                                                           | Congrès | Classe III | Classe III       | Classe III                                          | Classe III                                                 | Classe III                                                                             | Classe III                                                                         | Classe III                                                                                    |
| no       | Sénateur | Sénateur              | Parti    | Mandat                                                    | Fonction précédente                                  | Notes                                                                                              | Congrès | no         | Sénateur         | Sénateur                                            | Parti                                                      | Mandat                                                                                 | Fonction précédente                                                                | Notes                                                                                         |
| -------- | -------- | --------------------- | -------- | --------------------------------------------------------- | ---------------------------------------------------- | -------------------------------------------------------------------------------------------------- | ------- | ---------- | ---------------- | --------------------------------------------------- | ---------------------------------------------------------- | -------------------------------------------------------------------------------------- | ---------------------------------------------------------------------------------- | --------------------------------------------------------------------------------------------- |
| 1        |          | Henry F. Ashurst (en) | D        | 27 mars 1912 — 3 janvier 1941 (28 ans, 9 mois et 7 jours) | Président de la convention constitutionnelle d'État. | Perd sa réélection.                                                                                | 62e     | 1          |                  | Marcus A. Smith (en)                                | D                                                          | 27 mars 1912 — 3 mars 1921 (8 ans, 11 mois et 4 jours)                                 | Délégué congressionnel du territoire de l'Arizona.                                 | Perd sa réélection.                                                                           |
| 1        | 63e      | Henry F. Ashurst (en) | D        | 27 mars 1912 — 3 janvier 1941 (28 ans, 9 mois et 7 jours) | Président de la convention constitutionnelle d'État. | Perd sa réélection.                                                                                |         | 1          |                  | Marcus A. Smith (en)                                | D                                                          | 27 mars 1912 — 3 mars 1921 (8 ans, 11 mois et 4 jours)                                 | Délégué congressionnel du territoire de l'Arizona.                                 | Perd sa réélection.                                                                           |
| 1        | 64e      | Henry F. Ashurst (en) | D        | 27 mars 1912 — 3 janvier 1941 (28 ans, 9 mois et 7 jours) | Président de la convention constitutionnelle d'État. | Perd sa réélection.                                                                                |         | 1          |                  | Marcus A. Smith (en)                                | D                                                          | 27 mars 1912 — 3 mars 1921 (8 ans, 11 mois et 4 jours)                                 | Délégué congressionnel du territoire de l'Arizona.                                 | Perd sa réélection.                                                                           |
| 1        | 65e      | Henry F. Ashurst (en) | D        | 27 mars 1912 — 3 janvier 1941 (28 ans, 9 mois et 7 jours) | Président de la convention constitutionnelle d'État. | Perd sa réélection.                                                                                |         | 1          |                  | Marcus A. Smith (en)                                | D                                                          | 27 mars 1912 — 3 mars 1921 (8 ans, 11 mois et 4 jours)                                 | Délégué congressionnel du territoire de l'Arizona.                                 | Perd sa réélection.                                                                           |
| 1        | 66e      | Henry F. Ashurst (en) | D        | 27 mars 1912 — 3 janvier 1941 (28 ans, 9 mois et 7 jours) | Président de la convention constitutionnelle d'État. | Perd sa réélection.                                                                                |         | 1          |                  | Marcus A. Smith (en)                                | D                                                          | 27 mars 1912 — 3 mars 1921 (8 ans, 11 mois et 4 jours)                                 | Délégué congressionnel du territoire de l'Arizona.                                 | Perd sa réélection.                                                                           |
| 1        | 67e      | Henry F. Ashurst (en) | D        | 27 mars 1912 — 3 janvier 1941 (28 ans, 9 mois et 7 jours) | Président de la convention constitutionnelle d'État. | Perd sa réélection.                                                                                | 2       |            | Ralph H. Cameron | R                                                   | 4 mars 1921 — 3 mars 1927 (5 ans, 11 mois et 27 jours)     | Délégué congressionnel du territoire de l'Arizona.                                     | Perd sa réélection.                                                                |                                                                                               |
| 1        | 68e      | Henry F. Ashurst (en) | D        | 27 mars 1912 — 3 janvier 1941 (28 ans, 9 mois et 7 jours) | Président de la convention constitutionnelle d'État. | Perd sa réélection.                                                                                | 2       |            | Ralph H. Cameron | R                                                   | 4 mars 1921 — 3 mars 1927 (5 ans, 11 mois et 27 jours)     | Délégué congressionnel du territoire de l'Arizona.                                     | Perd sa réélection.                                                                |                                                                                               |
| 1        | 69e      | Henry F. Ashurst (en) | D        | 27 mars 1912 — 3 janvier 1941 (28 ans, 9 mois et 7 jours) | Président de la convention constitutionnelle d'État. | Perd sa réélection.                                                                                | 2       |            | Ralph H. Cameron | R                                                   | 4 mars 1921 — 3 mars 1927 (5 ans, 11 mois et 27 jours)     | Délégué congressionnel du territoire de l'Arizona.                                     | Perd sa réélection.                                                                |                                                                                               |
| 1        | 70e      | Henry F. Ashurst (en) | D        | 27 mars 1912 — 3 janvier 1941 (28 ans, 9 mois et 7 jours) | Président de la convention constitutionnelle d'État. | Perd sa réélection.                                                                                | 3       |            | Carl Hayden      | D                                                   | 4 mars 1927 — 3 janvier 1969 (41 ans, 9 mois et 30 jours)  | Représentant des États-Unis.                                                           | Doyen et président pro tempore du Sénat (1957-1969). Non-candidat à sa réélection. |                                                                                               |
| 1        | 71e      | Henry F. Ashurst (en) | D        | 27 mars 1912 — 3 janvier 1941 (28 ans, 9 mois et 7 jours) | Président de la convention constitutionnelle d'État. | Perd sa réélection.                                                                                | 3       |            | Carl Hayden      | D                                                   | 4 mars 1927 — 3 janvier 1969 (41 ans, 9 mois et 30 jours)  | Représentant des États-Unis.                                                           | Doyen et président pro tempore du Sénat (1957-1969). Non-candidat à sa réélection. |                                                                                               |
| 1        | 72e      | Henry F. Ashurst (en) | D        | 27 mars 1912 — 3 janvier 1941 (28 ans, 9 mois et 7 jours) | Président de la convention constitutionnelle d'État. | Perd sa réélection.                                                                                | 3       |            | Carl Hayden      | D                                                   | 4 mars 1927 — 3 janvier 1969 (41 ans, 9 mois et 30 jours)  | Représentant des États-Unis.                                                           | Doyen et président pro tempore du Sénat (1957-1969). Non-candidat à sa réélection. |                                                                                               |
| 1        | 73e      | Henry F. Ashurst (en) | D        | 27 mars 1912 — 3 janvier 1941 (28 ans, 9 mois et 7 jours) | Président de la convention constitutionnelle d'État. | Perd sa réélection.                                                                                | 3       |            | Carl Hayden      | D                                                   | 4 mars 1927 — 3 janvier 1969 (41 ans, 9 mois et 30 jours)  | Représentant des États-Unis.                                                           | Doyen et président pro tempore du Sénat (1957-1969). Non-candidat à sa réélection. |                                                                                               |
| 1        | 74e      | Henry F. Ashurst (en) | D        | 27 mars 1912 — 3 janvier 1941 (28 ans, 9 mois et 7 jours) | Président de la convention constitutionnelle d'État. | Perd sa réélection.                                                                                | 3       |            | Carl Hayden      | D                                                   | 4 mars 1927 — 3 janvier 1969 (41 ans, 9 mois et 30 jours)  | Représentant des États-Unis.                                                           | Doyen et président pro tempore du Sénat (1957-1969). Non-candidat à sa réélection. |                                                                                               |
| 1        | 75e      | Henry F. Ashurst (en) | D        | 27 mars 1912 — 3 janvier 1941 (28 ans, 9 mois et 7 jours) | Président de la convention constitutionnelle d'État. | Perd sa réélection.                                                                                | 3       |            | Carl Hayden      | D                                                   | 4 mars 1927 — 3 janvier 1969 (41 ans, 9 mois et 30 jours)  | Représentant des États-Unis.                                                           | Doyen et président pro tempore du Sénat (1957-1969). Non-candidat à sa réélection. |                                                                                               |
| 1        | 76e      | Henry F. Ashurst (en) | D        | 27 mars 1912 — 3 janvier 1941 (28 ans, 9 mois et 7 jours) | Président de la convention constitutionnelle d'État. | Perd sa réélection.                                                                                | 3       |            | Carl Hayden      | D                                                   | 4 mars 1927 — 3 janvier 1969 (41 ans, 9 mois et 30 jours)  | Représentant des États-Unis.                                                           | Doyen et président pro tempore du Sénat (1957-1969). Non-candidat à sa réélection. |                                                                                               |
| 2        |          | Ernest McFarland      | D        | 3 janvier 1941 — 3 janvier 1953 (12 ans)                  | Juge de la cour supérieure du comté de Pinal.        | Chef des démocrates au Sénat (1951-1953). Perd sa réélection. Élu gouverneur de l'Arizona en 1954. | 3       | 77e        | Carl Hayden      | D                                                   | 4 mars 1927 — 3 janvier 1969 (41 ans, 9 mois et 30 jours)  | Représentant des États-Unis.                                                           | Doyen et président pro tempore du Sénat (1957-1969). Non-candidat à sa réélection. |                                                                                               |
| 2        | 78e      | Ernest McFarland      | D        | 3 janvier 1941 — 3 janvier 1953 (12 ans)                  | Juge de la cour supérieure du comté de Pinal.        | Chef des démocrates au Sénat (1951-1953). Perd sa réélection. Élu gouverneur de l'Arizona en 1954. | 3       |            | Carl Hayden      | D                                                   | 4 mars 1927 — 3 janvier 1969 (41 ans, 9 mois et 30 jours)  | Représentant des États-Unis.                                                           | Doyen et président pro tempore du Sénat (1957-1969). Non-candidat à sa réélection. |                                                                                               |
| 2        | 79e      | Ernest McFarland      | D        | 3 janvier 1941 — 3 janvier 1953 (12 ans)                  | Juge de la cour supérieure du comté de Pinal.        | Chef des démocrates au Sénat (1951-1953). Perd sa réélection. Élu gouverneur de l'Arizona en 1954. | 3       |            | Carl Hayden      | D                                                   | 4 mars 1927 — 3 janvier 1969 (41 ans, 9 mois et 30 jours)  | Représentant des États-Unis.                                                           | Doyen et président pro tempore du Sénat (1957-1969). Non-candidat à sa réélection. |                                                                                               |
| 2        | 80e      | Ernest McFarland      | D        | 3 janvier 1941 — 3 janvier 1953 (12 ans)                  | Juge de la cour supérieure du comté de Pinal.        | Chef des démocrates au Sénat (1951-1953). Perd sa réélection. Élu gouverneur de l'Arizona en 1954. | 3       |            | Carl Hayden      | D                                                   | 4 mars 1927 — 3 janvier 1969 (41 ans, 9 mois et 30 jours)  | Représentant des États-Unis.                                                           | Doyen et président pro tempore du Sénat (1957-1969). Non-candidat à sa réélection. |                                                                                               |
| 2        | 81e      | Ernest McFarland      | D        | 3 janvier 1941 — 3 janvier 1953 (12 ans)                  | Juge de la cour supérieure du comté de Pinal.        | Chef des démocrates au Sénat (1951-1953). Perd sa réélection. Élu gouverneur de l'Arizona en 1954. | 3       |            | Carl Hayden      | D                                                   | 4 mars 1927 — 3 janvier 1969 (41 ans, 9 mois et 30 jours)  | Représentant des États-Unis.                                                           | Doyen et président pro tempore du Sénat (1957-1969). Non-candidat à sa réélection. |                                                                                               |
| 2        | 82e      | Ernest McFarland      | D        | 3 janvier 1941 — 3 janvier 1953 (12 ans)                  | Juge de la cour supérieure du comté de Pinal.        | Chef des démocrates au Sénat (1951-1953). Perd sa réélection. Élu gouverneur de l'Arizona en 1954. | 3       |            | Carl Hayden      | D                                                   | 4 mars 1927 — 3 janvier 1969 (41 ans, 9 mois et 30 jours)  | Représentant des États-Unis.                                                           | Doyen et président pro tempore du Sénat (1957-1969). Non-candidat à sa réélection. |                                                                                               |
| 3        |          | Barry Goldwater       | R        | 3 janvier 1953 — 3 janvier 1965 (12 ans)                  | Conseiller municipal de Phoenix.                     | Candidat républicain à l'élection présidentielle de 1964. Non-candidat à sa réélection.            | 3       | 83e        | Carl Hayden      | D                                                   | 4 mars 1927 — 3 janvier 1969 (41 ans, 9 mois et 30 jours)  | Représentant des États-Unis.                                                           | Doyen et président pro tempore du Sénat (1957-1969). Non-candidat à sa réélection. |                                                                                               |
| 3        | 84e      | Barry Goldwater       | R        | 3 janvier 1953 — 3 janvier 1965 (12 ans)                  | Conseiller municipal de Phoenix.                     | Candidat républicain à l'élection présidentielle de 1964. Non-candidat à sa réélection.            | 3       |            | Carl Hayden      | D                                                   | 4 mars 1927 — 3 janvier 1969 (41 ans, 9 mois et 30 jours)  | Représentant des États-Unis.                                                           | Doyen et président pro tempore du Sénat (1957-1969). Non-candidat à sa réélection. |                                                                                               |
| 3        | 85e      | Barry Goldwater       | R        | 3 janvier 1953 — 3 janvier 1965 (12 ans)                  | Conseiller municipal de Phoenix.                     | Candidat républicain à l'élection présidentielle de 1964. Non-candidat à sa réélection.            | 3       |            | Carl Hayden      | D                                                   | 4 mars 1927 — 3 janvier 1969 (41 ans, 9 mois et 30 jours)  | Représentant des États-Unis.                                                           | Doyen et président pro tempore du Sénat (1957-1969). Non-candidat à sa réélection. |                                                                                               |
| 3        | 86e      | Barry Goldwater       | R        | 3 janvier 1953 — 3 janvier 1965 (12 ans)                  | Conseiller municipal de Phoenix.                     | Candidat républicain à l'élection présidentielle de 1964. Non-candidat à sa réélection.            | 3       |            | Carl Hayden      | D                                                   | 4 mars 1927 — 3 janvier 1969 (41 ans, 9 mois et 30 jours)  | Représentant des États-Unis.                                                           | Doyen et président pro tempore du Sénat (1957-1969). Non-candidat à sa réélection. |                                                                                               |
| 3        | 87e      | Barry Goldwater       | R        | 3 janvier 1953 — 3 janvier 1965 (12 ans)                  | Conseiller municipal de Phoenix.                     | Candidat républicain à l'élection présidentielle de 1964. Non-candidat à sa réélection.            | 3       |            | Carl Hayden      | D                                                   | 4 mars 1927 — 3 janvier 1969 (41 ans, 9 mois et 30 jours)  | Représentant des États-Unis.                                                           | Doyen et président pro tempore du Sénat (1957-1969). Non-candidat à sa réélection. |                                                                                               |
| 3        | 88e      | Barry Goldwater       | R        | 3 janvier 1953 — 3 janvier 1965 (12 ans)                  | Conseiller municipal de Phoenix.                     | Candidat républicain à l'élection présidentielle de 1964. Non-candidat à sa réélection.            | 3       |            | Carl Hayden      | D                                                   | 4 mars 1927 — 3 janvier 1969 (41 ans, 9 mois et 30 jours)  | Représentant des États-Unis.                                                           | Doyen et président pro tempore du Sénat (1957-1969). Non-candidat à sa réélection. |                                                                                               |
| 4        |          | Paul Fannin           | R        | 3 janvier 1965 — 3 janvier 1977 (12 ans)                  | Gouverneur de l'Arizona.                             | Non-candidat à sa réélection.                                                                      | 3       | 89e        | Carl Hayden      | D                                                   | 4 mars 1927 — 3 janvier 1969 (41 ans, 9 mois et 30 jours)  | Représentant des États-Unis.                                                           | Doyen et président pro tempore du Sénat (1957-1969). Non-candidat à sa réélection. |                                                                                               |
| 4        | 90e      | Paul Fannin           | R        | 3 janvier 1965 — 3 janvier 1977 (12 ans)                  | Gouverneur de l'Arizona.                             | Non-candidat à sa réélection.                                                                      | 3       |            | Carl Hayden      | D                                                   | 4 mars 1927 — 3 janvier 1969 (41 ans, 9 mois et 30 jours)  | Représentant des États-Unis.                                                           | Doyen et président pro tempore du Sénat (1957-1969). Non-candidat à sa réélection. |                                                                                               |
| 4        | 91e      | Paul Fannin           | R        | 3 janvier 1965 — 3 janvier 1977 (12 ans)                  | Gouverneur de l'Arizona.                             | Non-candidat à sa réélection.                                                                      | 4       |            | Barry Goldwater  | R                                                   | 3 janvier 1969 — 3 janvier 1987 (18 ans)                   | Sénateur des États-Unis (1953-1965).                                                   | Non-candidat à sa réélection.                                                      |                                                                                               |
| 4        | 92e      | Paul Fannin           | R        | 3 janvier 1965 — 3 janvier 1977 (12 ans)                  | Gouverneur de l'Arizona.                             | Non-candidat à sa réélection.                                                                      | 4       |            | Barry Goldwater  | R                                                   | 3 janvier 1969 — 3 janvier 1987 (18 ans)                   | Sénateur des États-Unis (1953-1965).                                                   | Non-candidat à sa réélection.                                                      |                                                                                               |
| 4        | 93e      | Paul Fannin           | R        | 3 janvier 1965 — 3 janvier 1977 (12 ans)                  | Gouverneur de l'Arizona.                             | Non-candidat à sa réélection.                                                                      | 4       |            | Barry Goldwater  | R                                                   | 3 janvier 1969 — 3 janvier 1987 (18 ans)                   | Sénateur des États-Unis (1953-1965).                                                   | Non-candidat à sa réélection.                                                      |                                                                                               |
| 4        | 94e      | Paul Fannin           | R        | 3 janvier 1965 — 3 janvier 1977 (12 ans)                  | Gouverneur de l'Arizona.                             | Non-candidat à sa réélection.                                                                      | 4       |            | Barry Goldwater  | R                                                   | 3 janvier 1969 — 3 janvier 1987 (18 ans)                   | Sénateur des États-Unis (1953-1965).                                                   | Non-candidat à sa réélection.                                                      |                                                                                               |
| 5        |          | Dennis DeConcini      | D        | 3 janvier 1977 — 3 janvier 1995 (18 ans)                  | Procureur du comté de Pima.                          | Non-candidat à sa réélection.                                                                      | 4       | 95e        | Barry Goldwater  | R                                                   | 3 janvier 1969 — 3 janvier 1987 (18 ans)                   | Sénateur des États-Unis (1953-1965).                                                   | Non-candidat à sa réélection.                                                      |                                                                                               |
| 5        | 96e      | Dennis DeConcini      | D        | 3 janvier 1977 — 3 janvier 1995 (18 ans)                  | Procureur du comté de Pima.                          | Non-candidat à sa réélection.                                                                      | 4       |            | Barry Goldwater  | R                                                   | 3 janvier 1969 — 3 janvier 1987 (18 ans)                   | Sénateur des États-Unis (1953-1965).                                                   | Non-candidat à sa réélection.                                                      |                                                                                               |
| 5        | 97e      | Dennis DeConcini      | D        | 3 janvier 1977 — 3 janvier 1995 (18 ans)                  | Procureur du comté de Pima.                          | Non-candidat à sa réélection.                                                                      | 4       |            | Barry Goldwater  | R                                                   | 3 janvier 1969 — 3 janvier 1987 (18 ans)                   | Sénateur des États-Unis (1953-1965).                                                   | Non-candidat à sa réélection.                                                      |                                                                                               |
| 5        | 98e      | Dennis DeConcini      | D        | 3 janvier 1977 — 3 janvier 1995 (18 ans)                  | Procureur du comté de Pima.                          | Non-candidat à sa réélection.                                                                      | 4       |            | Barry Goldwater  | R                                                   | 3 janvier 1969 — 3 janvier 1987 (18 ans)                   | Sénateur des États-Unis (1953-1965).                                                   | Non-candidat à sa réélection.                                                      |                                                                                               |
| 5        | 99e      | Dennis DeConcini      | D        | 3 janvier 1977 — 3 janvier 1995 (18 ans)                  | Procureur du comté de Pima.                          | Non-candidat à sa réélection.                                                                      | 4       |            | Barry Goldwater  | R                                                   | 3 janvier 1969 — 3 janvier 1987 (18 ans)                   | Sénateur des États-Unis (1953-1965).                                                   | Non-candidat à sa réélection.                                                      |                                                                                               |
| 5        | 100e     | Dennis DeConcini      | D        | 3 janvier 1977 — 3 janvier 1995 (18 ans)                  | Procureur du comté de Pima.                          | Non-candidat à sa réélection.                                                                      | 5       |            | John McCain      | R                                                   | 3 janvier 1987 — 25 août 2018 (31 ans, 7 mois et 22 jours) | Représentant des États-Unis.                                                           | Candidat républicain à l'élection présidentielle de 2008. Décède en fonction.      |                                                                                               |
| 5        | 101e     | Dennis DeConcini      | D        | 3 janvier 1977 — 3 janvier 1995 (18 ans)                  | Procureur du comté de Pima.                          | Non-candidat à sa réélection.                                                                      | 5       |            | John McCain      | R                                                   | 3 janvier 1987 — 25 août 2018 (31 ans, 7 mois et 22 jours) | Représentant des États-Unis.                                                           | Candidat républicain à l'élection présidentielle de 2008. Décède en fonction.      |                                                                                               |
| 5        | 102e     | Dennis DeConcini      | D        | 3 janvier 1977 — 3 janvier 1995 (18 ans)                  | Procureur du comté de Pima.                          | Non-candidat à sa réélection.                                                                      | 5       |            | John McCain      | R                                                   | 3 janvier 1987 — 25 août 2018 (31 ans, 7 mois et 22 jours) | Représentant des États-Unis.                                                           | Candidat républicain à l'élection présidentielle de 2008. Décède en fonction.      |                                                                                               |
| 5        | 103e     | Dennis DeConcini      | D        | 3 janvier 1977 — 3 janvier 1995 (18 ans)                  | Procureur du comté de Pima.                          | Non-candidat à sa réélection.                                                                      | 5       |            | John McCain      | R                                                   | 3 janvier 1987 — 25 août 2018 (31 ans, 7 mois et 22 jours) | Représentant des États-Unis.                                                           | Candidat républicain à l'élection présidentielle de 2008. Décède en fonction.      |                                                                                               |
| 6        |          | Jon Kyl               | R        | 3 janvier 1995 — 3 janvier 2013 (18 ans)                  | Représentant des États-Unis.                         | Whip du groupe républicain (2007-2013). Non-candidat à sa réélection.                              | 5       | 104e       | John McCain      | R                                                   | 3 janvier 1987 — 25 août 2018 (31 ans, 7 mois et 22 jours) | Représentant des États-Unis.                                                           | Candidat républicain à l'élection présidentielle de 2008. Décède en fonction.      |                                                                                               |
| 6        | 105e     | Jon Kyl               | R        | 3 janvier 1995 — 3 janvier 2013 (18 ans)                  | Représentant des États-Unis.                         | Whip du groupe républicain (2007-2013). Non-candidat à sa réélection.                              | 5       |            | John McCain      | R                                                   | 3 janvier 1987 — 25 août 2018 (31 ans, 7 mois et 22 jours) | Représentant des États-Unis.                                                           | Candidat républicain à l'élection présidentielle de 2008. Décède en fonction.      |                                                                                               |
| 6        | 106e     | Jon Kyl               | R        | 3 janvier 1995 — 3 janvier 2013 (18 ans)                  | Représentant des États-Unis.                         | Whip du groupe républicain (2007-2013). Non-candidat à sa réélection.                              | 5       |            | John McCain      | R                                                   | 3 janvier 1987 — 25 août 2018 (31 ans, 7 mois et 22 jours) | Représentant des États-Unis.                                                           | Candidat républicain à l'élection présidentielle de 2008. Décède en fonction.      |                                                                                               |
| 6        | 107e     | Jon Kyl               | R        | 3 janvier 1995 — 3 janvier 2013 (18 ans)                  | Représentant des États-Unis.                         | Whip du groupe républicain (2007-2013). Non-candidat à sa réélection.                              | 5       |            | John McCain      | R                                                   | 3 janvier 1987 — 25 août 2018 (31 ans, 7 mois et 22 jours) | Représentant des États-Unis.                                                           | Candidat républicain à l'élection présidentielle de 2008. Décède en fonction.      |                                                                                               |
| 6        | 108e     | Jon Kyl               | R        | 3 janvier 1995 — 3 janvier 2013 (18 ans)                  | Représentant des États-Unis.                         | Whip du groupe républicain (2007-2013). Non-candidat à sa réélection.                              | 5       |            | John McCain      | R                                                   | 3 janvier 1987 — 25 août 2018 (31 ans, 7 mois et 22 jours) | Représentant des États-Unis.                                                           | Candidat républicain à l'élection présidentielle de 2008. Décède en fonction.      |                                                                                               |
| 6        | 109e     | Jon Kyl               | R        | 3 janvier 1995 — 3 janvier 2013 (18 ans)                  | Représentant des États-Unis.                         | Whip du groupe républicain (2007-2013). Non-candidat à sa réélection.                              | 5       |            | John McCain      | R                                                   | 3 janvier 1987 — 25 août 2018 (31 ans, 7 mois et 22 jours) | Représentant des États-Unis.                                                           | Candidat républicain à l'élection présidentielle de 2008. Décède en fonction.      |                                                                                               |
| 6        | 110e     | Jon Kyl               | R        | 3 janvier 1995 — 3 janvier 2013 (18 ans)                  | Représentant des États-Unis.                         | Whip du groupe républicain (2007-2013). Non-candidat à sa réélection.                              | 5       |            | John McCain      | R                                                   | 3 janvier 1987 — 25 août 2018 (31 ans, 7 mois et 22 jours) | Représentant des États-Unis.                                                           | Candidat républicain à l'élection présidentielle de 2008. Décède en fonction.      |                                                                                               |
| 6        | 111e     | Jon Kyl               | R        | 3 janvier 1995 — 3 janvier 2013 (18 ans)                  | Représentant des États-Unis.                         | Whip du groupe républicain (2007-2013). Non-candidat à sa réélection.                              | 5       |            | John McCain      | R                                                   | 3 janvier 1987 — 25 août 2018 (31 ans, 7 mois et 22 jours) | Représentant des États-Unis.                                                           | Candidat républicain à l'élection présidentielle de 2008. Décède en fonction.      |                                                                                               |
| 6        | 112e     | Jon Kyl               | R        | 3 janvier 1995 — 3 janvier 2013 (18 ans)                  | Représentant des États-Unis.                         | Whip du groupe républicain (2007-2013). Non-candidat à sa réélection.                              | 5       |            | John McCain      | R                                                   | 3 janvier 1987 — 25 août 2018 (31 ans, 7 mois et 22 jours) | Représentant des États-Unis.                                                           | Candidat républicain à l'élection présidentielle de 2008. Décède en fonction.      |                                                                                               |
| 7        |          | Jeff Flake            | R        | 3 janvier 2013 — 3 janvier 2019 (6 ans)                   | Représentant des États-Unis.                         | Non-candidat à sa réélection.                                                                      | 5       | 113e       | John McCain      | R                                                   | 3 janvier 1987 — 25 août 2018 (31 ans, 7 mois et 22 jours) | Représentant des États-Unis.                                                           | Candidat républicain à l'élection présidentielle de 2008. Décède en fonction.      |                                                                                               |
| 7        | 114e     | Jeff Flake            | R        | 3 janvier 2013 — 3 janvier 2019 (6 ans)                   | Représentant des États-Unis.                         | Non-candidat à sa réélection.                                                                      | 5       |            | John McCain      | R                                                   | 3 janvier 1987 — 25 août 2018 (31 ans, 7 mois et 22 jours) | Représentant des États-Unis.                                                           | Candidat républicain à l'élection présidentielle de 2008. Décède en fonction.      |                                                                                               |
| 7        | 115e     | Jeff Flake            | R        | 3 janvier 2013 — 3 janvier 2019 (6 ans)                   | Représentant des États-Unis.                         | Non-candidat à sa réélection.                                                                      | 5       |            | John McCain      | R                                                   | 3 janvier 1987 — 25 août 2018 (31 ans, 7 mois et 22 jours) | Représentant des États-Unis.                                                           | Candidat républicain à l'élection présidentielle de 2008. Décède en fonction.      |                                                                                               |
| 7        | 6        | Jeff Flake            | R        | 3 janvier 2013 — 3 janvier 2019 (6 ans)                   | Représentant des États-Unis.                         | Non-candidat à sa réélection.                                                                      |         | Jon Kyl    | R                | 4 septembre — 31 décembre 2018 (3 mois et 27 jours) | Sénateur des États-Unis (1995-2013).                       | Nommé par le gouverneur Doug Ducey à la suite du décès de John McCain. Démissionnaire. |                                                                                    |                                                                                               |
| 8        |          | Kyrsten Sinema        | D        | 3 janvier 2019 — 3 janvier 2025 (6 ans)                   | Représentante des États-Unis.                        | Quitte le groupe démocrate en 2022.                                                                | 116e    | 7          |                  | Martha McSally                                      | R                                                          | 3 janvier 2019 — 2 décembre 2020 (1 an, 10 mois et 29 jours)                           | Représentante des États-Unis.                                                      | Nommée par le gouverneur Doug Ducey à la suite de la démission de Jon Kyl. Perd son élection. |
| 8        | 117e     | Kyrsten Sinema        | D        | 3 janvier 2019 — 3 janvier 2025 (6 ans)                   | Représentante des États-Unis.                        | Quitte le groupe démocrate en 2022.                                                                | 8       |            | Mark Kelly       | D                                                   | Depuis le 2 décembre 2020 (4 ans, 3 mois et 11 jours)      | Astronaute.                                                                            |                                                                                    |                                                                                               |
| 8        | I        | Kyrsten Sinema        | 118e     | 3 janvier 2019 — 3 janvier 2025 (6 ans)                   | Représentante des États-Unis.                        | Quitte le groupe démocrate en 2022.                                                                | 8       |            | Mark Kelly       | D                                                   | Depuis le 2 décembre 2020 (4 ans, 3 mois et 11 jours)      | Astronaute.                                                                            |                                                                                    |                                                                                               |
| 9        |          | Ruben Gallego         | D        | Depuis le 3 janvier 2025 (2 mois et 10 jours)             | Représentant des États-Unis.                         | | 8       | 119e       | Mark Kelly       | D                                                   | Depuis le 2 décembre 2020 (4 ans, 3 mois et 11 jours)      | Astronaute.                                                                            |                                                                                    |                                                                                               |